# Riesenrad von Lasarewskoje
Das Riesenrad von Lasarewskoje befindet sich in Lasarewskoje, einem Ortsteil im Lasarewski Rajon, einem Stadtrajon von Sotschi in der Region Krasnodar im Föderationskreis Südrussland. Das im Jahr 2002 von der russischen Firma Pax erbaute Riesenrad mit 80 Metern Durchmesser und 83 Metern Gesamthöhe war bis 2022 das größte Riesenrad in Russland, bis im September 2022 das Riesenrad Sonne von Moskau eröffnet wurde.
Zuerst wurde es im Freizeitpark Admiral Vrungel in Gelendschik aufgestellt, wo es bis 2004 in Betrieb war. Mit der Schließung des Parks wurde es abgebaut und nach Samara gebracht, wo es wiederaufgebaut werden sollte. 2010 stand es dort fast betriebsbereit, doch konnte es aus – nach Angaben des Herstellers – „politischen Gründen“ nicht in Betrieb gehen und wurde erneut demontiert. Im Jahr 2012 wurde es in Lasarewskoje, nordwestlich des Stadtzentrums von Sotschi, wiederaufgebaut und ging am 30. Juni 2012 in Betrieb.